# Jakasia
Jakasia (en ruso, Хакасия), oficialmente la República de Jakasia (en ruso, Республика Хакасия, en jakasio, Хакасия Республиказы) es una de las veinticuatro repúblicas de Rusia. Su capital es Abakán. Está ubicado en el centro-sur del país, en el distrito Siberia, limitando al norte y este con Krasnoyarsk, al sur con Tuvá y la república de Altái, y al oeste con Kémerovo del Oeste
El idioma jakasio tiene un estatus cooficial en la república junto al idioma ruso.
El paisaje montañoso, de esta república de la región de Krasnoyarsk, está embellecido con bosques de abedules, abetos, cedros y prados alpinos.
La estela “Jurtuiaj tas”, es una piedra adorada por la población local que consiguió que fuera devuelta desde el museo etnográfico hasta una pequeña aldea. Las mujeres le hacen ofrendas para tener hijos.

## Himno
El himno estatal de la república de Jakasia (jakasio: Хакас гімн, Xakas gimn; ruso: Государственный гимн Республики Хакасия) es el himno regional de Jakasia, un tema federal de Rusia. La letra rusa fue escrita por Valadislav Torosov y la letra en Jakasio fue escrita por V. Shulbayeva y G. Kazachinova en 2014. Fue compuesta por German Tanbayev, y el himno fue adoptado oficialmente el 11 de febrero de 2015.

## Historia
En la época de la Revolución rusa, los rusos constituían aproximadamente la mitad de la población. El 20 de octubre de 1930 se estableció la Región Autónoma Jakasia. Las fronteras de la región autónoma son las mismas que las fronteras de la moderna Jakasia.
Durante las décadas de 1920 y 1930, las autoridades soviéticas reasentaron aproximadamente un cuarto de millón de rusos en la región. A estos les siguieron 10 000 alemanes del Volga deportados durante la Segunda Guerra Mundial. En el momento del censo de 1959, los jakasios étnicos representaba poco más del 10 % de la población de la región autónoma.
Hasta 1991, la Región Autónoma Jakasia estuvo administrativamente subordinada al krai de Krasnoyarsk. En julio de 1991, se elevó su estatus al de república socialista soviética dentro de la Federación de Rusia, y en febrero de 1992 se convirtió en la República de Jakasia.

## Demografía
| Gráfica de evolución de Jakasia entre 1926 y 2019 |
|                                                   |